# Котлунгъягун (приток Энтль-Имиягуна)
Котлунгъягун (устар. Котлунг-Ягун) — река в России, протекает по Ханты-Мансийскому АО. Устье реки находится в 61 км по правому берегу реки Энтль-Имиягун. Длина реки составляет 58 км. В 5 км от устья по левому берегу впадает река Тлунгъягун.

## Данные водного реестра
По данным государственного водного реестра России относится к Верхнеобскому бассейновому округу, водохозяйственный участок реки — Обь от впадения реки Вах до города Нефтеюганск, речной подбассейн реки — Обь ниже Ваха до впадения Иртыша. Речной бассейн реки — (Верхняя) Обь до впадения Иртыша. В бассейне множество озёр, в том числе такие крупные как Соролор, Кунгилор и Атымлор.
Код объекта в государственном водном реестре — 13011100112115200042730.